# Bulbophyllum epapillosum
Bulbophyllum epapillosum là một loài phong lan thuộc chi Bulbophyllum.